# Polidoro Jordão
Polidoro da Fonseca Quintanilha Jordão, Visconde de Santa Teresa, (Rio de Janeiro, 2 de novembro de 1802 — Rio de Janeiro, 13 de janeiro de 1879) foi um tenente-general e ministro da guerra brasileiro, marcante personagem das guerras dos Farrapos e do Paraguai. Era filho do coronel João Florêncio Jordão.

## Biografia
Foi comandante do Corpo de Guardas Municipais Permanentes e do Corpo Municipal Permanente da Corte, atual Polícia Militar do Estado do Rio de Janeiro, entre 1841 e 1844, e de 1846 a 1856. Durante a Guerra do Paraguai foi solicitada pelo marechal Osório, então comandante-chefe do Exército Brasileiro naquela campanha militar, a nomeação de um oficial de confiança que o pudesse substituir nos impedimentos. Foi então o tenente-general Polidoro nomeado pelo governo imperial, não somente para os impedimentos de Osório, mas também para substituir o visconde de Porto Alegre no comando do 2° Corpo. Tão logo chegou ao Paraguai, com o aumento dos padecimentos do marechal Osório, assumiu o comando do 1° Corpo, começando os seus trabalhos na Batalha de Curupaiti, em que as forças sobre seu comando fizeram com o maior heroísmo, a metralha do inimigo acorbertado por inacessíveis entricheiramentos.

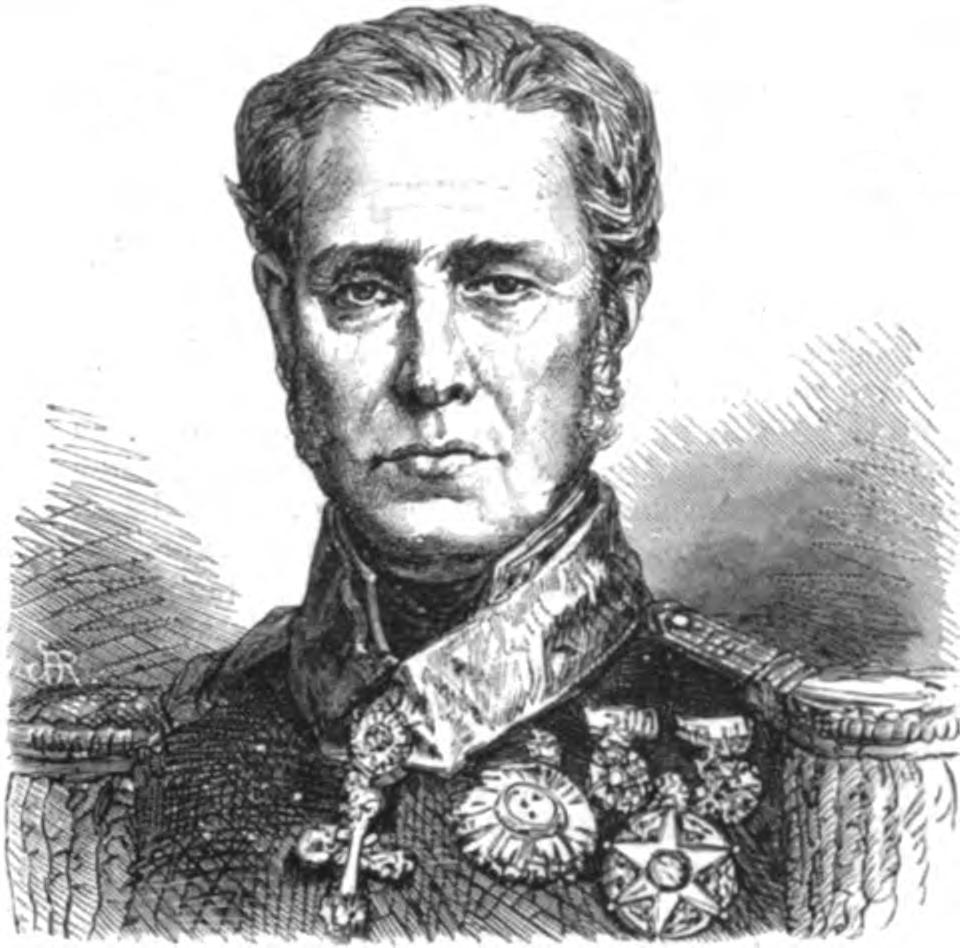
O Tenente-General Polidoro.

Foi condecorado com a grã-cruz da Imperial Ordem de São Bento de Avis, dignitário do Ordem do Cruzeiro, comendador da Imperial Ordem da Rosa, com as medalhas do Mérito e Bravura Militar e a da Guerra do Paraguai.
Foi também por muitos anos o diretor da Escola Militar do Rio de Janeiro, antecessora da Academia Militar das Agulhas Negras.

## Homenagens

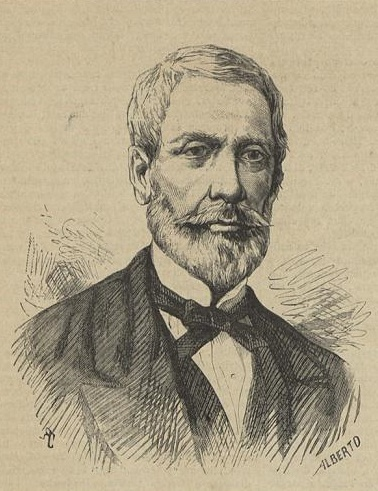
Visconde de Santa Teresa.

Seu nome foi dado à antiga rua Berquó, no bairro carioca de Botafogo, em memória a seus serviços prestados, em sessão da câmara municipal de 17 de fevereiro de 1870. A rua com seu nome localiza-se defronte o Cemitério São João Batista. No Recife, no bairro da Várzea, há também uma importante avenida com o nome do General Polidoro. Em São Paulo, no bairro da Aclimação, há a Praça General Polidoro, que possui uma estátua sua.